# لوي لو برانس
لوي إيمي أوغستان لو برانس (بالفرنسية: Louis Aimé Augustin Le Prince)‏ (و. 1841 – 1890 م) مخترع، ومخرج، ومصور سينمائي فرنسي، ولد في ميتز. ولا يعرف شيء عن وفاته حيث اختفى في ديجون.
هو فرنسي عمل أيضًا في المملكة المتحدة والولايات المتحدة، وبلغت تجارب الصور المتحركة التي قام بها لو برينس ذروتها عام 1888 في ليدز، إنجلترا. في أكتوبر من ذلك العام، قام بتصوير تسلسلات الصور المتحركة لأفراد الأسرة في Roundhay Garden وابنه وهو يعزف على الأكورديون، باستخدام الكاميرا ذات العدسة الواحدة وفيلم Eastman السلبي الورقي. في مرحلة ما خلال الثمانية عشر شهرًا التالية، قام أيضًا بعمل فيلم لجسر ليدز. ربما كان هذا العمل سابقًا قليلاً لاختراعات رواد الصور المتحركة المعاصرين، مثل المخترعين البريطانيين ويليام فريز غرين ووردزورث دونيسثورب، وكان قبل سنوات من اختراع أوغست ولويس لوميير وويليام كينيدي ديكسون (الذي فعل ذلك) عمل الصورة المتحركة لتوماس إديسون).
لم يكن لو برنس قادرًا على الإطلاق على أداء عرض توضيحي عام مخطط لكاميراه في الولايات المتحدة لأنه اختفى في ظروف غامضة ؛ عُرف آخر مرة أنه استقل قطارًا في 16 سبتمبر 1890. ظهرت نظريات مؤامرة متعددة حول سبب اختفائه، بما في ذلك: جريمة قتل قام بها إديسون، ومثلية جنسية سرية، واختفاء لبدء حياة جديدة، وجريمة قتل من قبل شقيقه بسبب إرادة والدتهما. لا يوجد دليل على أي من هذه، ويبقى التفسير الأكثر ترجيحًا أنه انتحر، وتغلب عليه عار الديون الثقيلة والفشل الواضح في تجاربه. في عام 2004، تم العثور على أرشيف للشرطة في باريس يحتوي على صورة لرجل غرق تشبه إلى حد كبير لو برنس الذي تم اكتشافه في نهر السين بعد وقت اختفائه مباشرة.
في أوائل عام 1890، بدأ عمال إديسون بتجربة استخدام شريط من فيلم السيلولويد لالتقاط الصور المتحركة. تم عرض النتائج العامة الأولى لهذه التجارب في مايو 1891. ومع ذلك، كانت أرملة لو برينس وابنه أدولف حريصين على تعزيز قضية لويس كمخترع التصوير السينمائي. في عام 1898، ظهر أدولف كشاهد للدفاع في قضية رفعها إديسون ضد شركة موتوسكوب الأمريكية. ادعت هذه الدعوى أن إديسون كان المخترع الأول والوحيد للتصوير السينمائي، وبالتالي يحق له الحصول على إتاوات مقابل استخدام هذه العملية. كان Adolphe متورطًا في القضية ولكن لم يُسمح له بتقديم كاميرتي والده كدليل، على الرغم من تقديم أفلام تم تصويرها بكاميرات تم تصنيعها وفقًا لبراءة اختراع والده. في النهاية حكمت المحكمة لصالح إديسون. بعد عام تم إلغاء هذا الحكم، لكن إديسون أعاد إصدار براءات اختراعه ونجح في السيطرة على صناعة السينما الأمريكية لسنوات عديدة.

## روابط خارجية
- لوي لو برانس على موقع IMDb (الإنجليزية)
- لوي لو برانس على موقع ألو سيني (الفرنسية)
- لوي لو برانس على موقع قاعدة بيانات الفيلم (الإنجليزية)
- لوي لو برانس على موقع كينوبويسك (الروسية)